# ロールス・ロイス RZ2

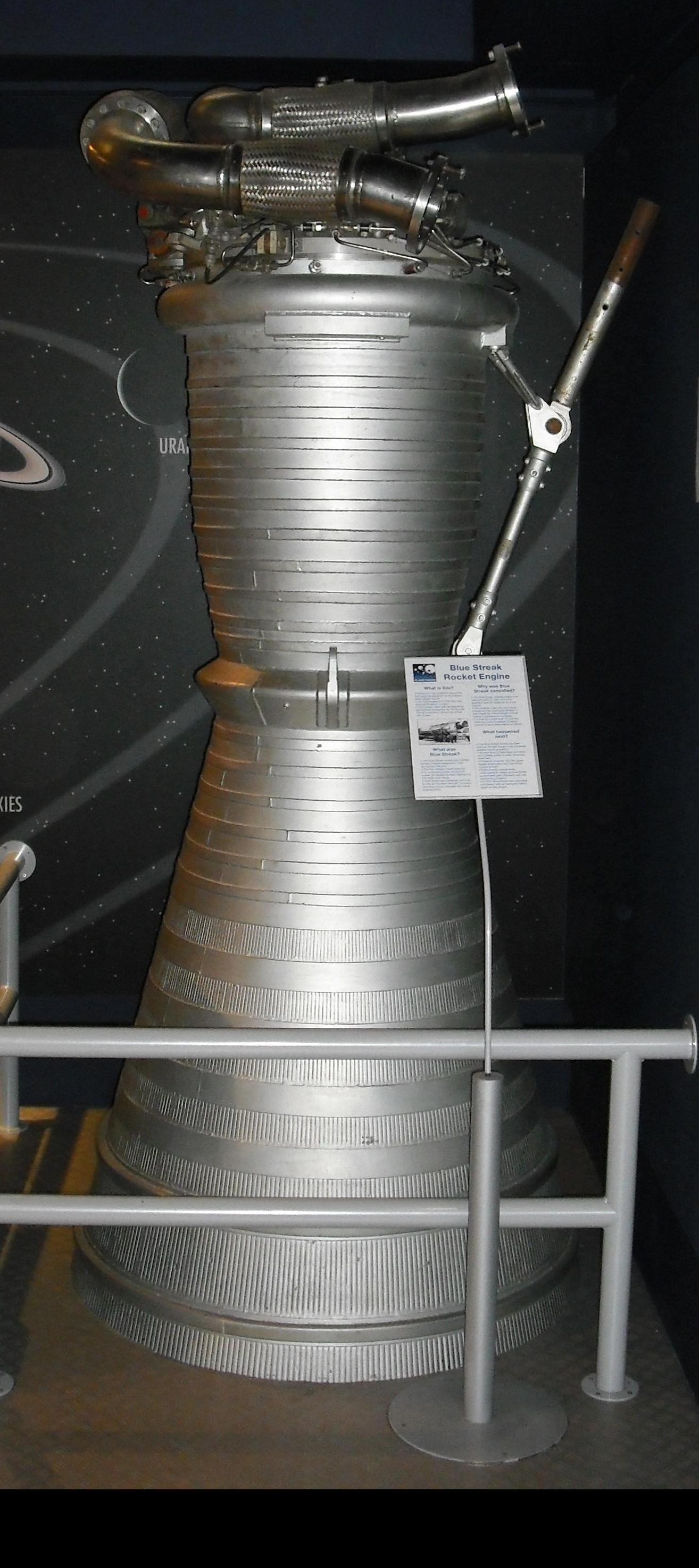
Armaghプラネタリウムで展示されるRZ2

ロールス・ロイス RZ2はイギリスの液体酸素/ケロシンを推進剤とするブルー・ストリーク・ミサイルの動力として設計された液体燃料ロケットエンジンである。
設計はロールス・ロイスによって開発されたロケットダイン S3Dの開発中に転換されたロールス・ロイス RZ1の開発をもとにした。
このエンジンの系列は2つ開発された。:最初は静止推力137,000 lbf (610 kN)で2番目が(ロケットの3段目に搭載された)150,000 lbf (670 kN)だった。エンジンは当時としては他に類がなく飛行時の誘導用に7°の推力偏向可能だった。
独特の構造:
Efflux燃焼室はニッケル管をロウ付けして作られており内部をケロシンが上から下の方向へ流れ燃焼室の開口部でマニホールドで束ねられる。地上試験の後これらの下からエンジン内に入り燃焼室の内部は入念に検査された。(開口部の直径は6フィート (1.8 m)で問題なかったがスロート部は短く狭すぎた。燃焼後燃焼室内は煤で覆われていて検査は汚れるだけでなく管に小さな穴がないか細心の注意を払って検査された)
燃焼室の上部には噴射された液体がもう一方に当たるように液体酸素とケロシンの噴射板が同心円状になっている。外部の輪はケロシンの噴射器で燃焼室の壁を冷却する。記録によると液体酸素の吐出圧力は720 psi (5.0 MPa)でケロシンの吐出圧力は450 psi (3.1 MPa)である。
起動手順を以下に示す:
-10 秒　タンク加圧開始
-7.5 秒　燃料と酸化剤をガス発生器に流し、ポンプのタービンが作動する為にブレード弁が開く。これらのタービンは32m秒で0から30,000rpmまで加速し、6:1の減速比の減速ギアボックスを介してポンプで推進剤をエンジンに送る。
-4 秒 主エンジン点火
-2.5 秒 推力が全開
0 秒 機体が発射台から切り離される
発射には地上の機器を清浄にするために1.3 gが必要だった。自動操縦で長手方向に回転しながら上昇して安定を維持する。RZ2 Mk 3 の推力は離陸時に150,000 lbf (670,000 N)で離陸時に全基で機体の総重量を持ち上げる推力はおよそ230,000 lbf (1,000,000 N)である。 
自動操縦の限界により機体の総重量は制限される。推力偏向を使用すると横方向の力がかかり、機体の剛性が低下する。推力偏向の力はおよそ3,000 psi (21 MPa)の油圧で制御された。
燃焼室の出口の動的圧力はおよそ6 psi (41 kPa)だった。

## 展示機
- ブルーストリークロケット共にレスター の国立宇宙センター（英語版）
- Armaghプラネタリウム（英語版）
- ユーロスペースセンター（英語版）ベルギーのRedu
- ダックスフォード帝国戦争博物館, ケンブリッジシャー.